# Rampal (Bangladesh)
Rampal è un sottodistretto (upazila) del Bangladesh situato nel distretto di Bagerhat, divisione di Khulna. Si estende su una superficie di 335,46 km² e conta una popolazione di 167.070 abitanti (dato censimento 1991).